# ISO 5807
ISO 5807 Informationsverarbeitung; Dokumentationssymbole und -konventionen für Daten, für Programm- und Systemabläufe, für Pläne von Programmnetzen und Systemhilfsquellen ist eine internationale Norm der Internationalen Organisation für Normung. Das Technische Komitee ISO/TC97 veröffentlichte die erste englischsprachige Version Information processing; Documentation symbols and conventions for data, program and system flowcharts, program network charts and system resources charts  am 12. Februar 1985.
ISO 5807 definiert Symbole und gibt Anwendungshinweise für 
- Data flowcharts (Datenflussdiagramme)
- Program flowcharts (Programmablaufpläne)
- System flowcharts
- Program network charts
- System resource charts

Diese Darstellungen hatten wesentlichen Einfluss auf spätere Normen und Darstellungsformen, werden aber heute in der ursprünglichen Form kaum noch eingesetzt. 